# Carmen Bravo
Carmen Bravo Villafani (La Paz, Bolivia; 22 de abril ? - 21 de julio de 2016) fue una bailarina, maestra y coreógrafa boliviana.

## Biografía
En 1952 creó la Academia de Danzas Carmen Bravo, al que poco después se incorporaría su hermana: Fanny Bravo. Entre sus alumnos se encuentran personalidades de la danza como Emma Sintani y Lauro Rodríguez.
La Academia de Danzas Carmen Bravo fue la pionera, en Bolivia, del ballet y las danzas ibéricas y, por varios años, fue la única en su género en el país. 
Por su larga y continua carrera y, hasta su muerte, la maestra Bravo recibió varias distinciones, tanto del gobierno español como del boliviano por sus aportes a la difusión de la cultura. 

## Coreografías famosas
- La vida breve
- La danza ritual del fuego
- Capricho español
- La boda de Luis Alonso
- Sombrero de tres picos
- Zorongo Gitano
- Carmen de Bizet
- Suspiros de España[2]